# Amphiscolops langerhansi
Amphiscolops langerhansi är en plattmaskart som först beskrevs av Graff 1882.  Amphiscolops langerhansi ingår i släktet Amphiscolops och familjen Convolutidae. Inga underarter finns listade i Catalogue of Life.